# Bentayou-Sérée
Bentayou-Sérée ist eine französische Gemeinde mit 108 Einwohnern (Stand 1. Januar 2022) im Département Pyrénées-Atlantiques in der Region Nouvelle-Aquitaine (vor 2016: Aquitanien). Die Gemeinde gehört zum Arrondissement Pau und zum Kanton Pays de Morlaàs et du Montanérès (bis 2015: Kanton Montaner).
Die Bewohner werden Bentayounais oder Bentayounaises genannt.
Der Name in der gascognischen Sprache lautet Ventajor-Serèr.

## Geographie
Bentayou-Sérée liegt ca. 35 km nordöstlich von Pau in der historischen Provinz Béarn am östlichen Rand des Départements.
Umgeben wird der Ort von den Nachbargemeinden:
| Luc-Armau    | Vidouze (Hautes-Pyrénées)                   |                |
| Lucarré Momy | Kompassrose, die auf Nachbargemeinden zeigt | Castéra-Loubix |
|              | Maure Pontiacq-Viellepinte                  | Lamayou        |

Bentayou-Sérée liegt im Einzugsgebiet des Flusses Adour, dessen Zufluss, der Louet, das Ortsgebiet mit seinen Nebenflüssen Ruisseau Camgrand und Ruisseau de Carbouère durchquert. Der Ruisseau de Lanamia fließt teilweise an der westlichen Gemeindegrenze entlang.

## Geschichte
In der Antike war der Ort bereits besiedelt, wie die Entdeckungen einer gallo-römischen Villa und der Fundamente eines Oppidums belegen.
Bentayou erscheint in den Schriften unter den Toponymen Bentaio (12. Jahrhundert, Kopialbuch von Morlaàs), Bentayoo (1385, Volkszählung im Béarn), Ventayou (1547), Bentanhou (1614), Saint Jean de Bentayou (1675, Reformation im Béarn) und Bentayon (1737, Zählung des Baronats von Maure). Serée erscheint als Sere (1602) und Sainte-Catherine de Séré (1675, Reformation im Béarn). In der Volkszählung im Jahre 1385 wurden in Bentayou 28 Haushalte gezählt, in Sérée acht Haushalte und notiert, dass die beiden Siedlungen in der Bailliage von Montaner liegen.
Die Kirche von Sérée gehörte im 18. Jahrhundert zur Komturei des Johanniterordens von Caubin und Morlaàs. Auf der Karte von Cassini 1750 ist Bentayou mit der heutigen Namensform eingetragen, Sérée als Seré. Während der Französischen Revolution 1793 wird Sérée unter Serée geführt, während des Französischen Konsulats acht Jahre später neben Sérée auch als Sercé.
Während des Hochmittelalters wurde Bentayou durch eine Befestigungsanlage rund um eine Erdhügelburg, genannt Saint Jean de Bentayou, geschützt. Die Lehnsherrschaft der beiden Dörfer waren bis zum 17. Jahrhundert aufgeteilt. Danach kamen beide Dörfer in die Abhängigkeit der Lehnsherren und Barone von Maure, was den späteren Zusammenschluss 1845 in gewisser Weise eingeleitet hat.

### Einwohnerentwicklung
Im Laufe des 19. Jahrhunderts entfaltete sich die Gemeinde schnell durch die fortschreitende Entwicklung in der Landwirtschaft. Nach einem Höchststand von fast 500 Einwohnern beim Zusammenschluss der beiden ehemaligen Kommunen ist die Zahl stetig bis zu den 1960er Jahren auf einem stabilen Niveau von etwa 100 Einwohnern zurückgegangen.
| Jahr      | 1962 | 1968 | 1975 | 1982 | 1990 | 1999 | 2006 | 2009 | 2022 |
| --------- | ---- | ---- | ---- | ---- | ---- | ---- | ---- | ---- | ---- |
| Einwohner | 110  | 104  | 110  | 103  | 110  | 97   | 110  | 112  | 108  |

Ab 1962 offizielle Zahlen ohne Einwohner mit Zweitwohnsitz

## Sehenswürdigkeiten

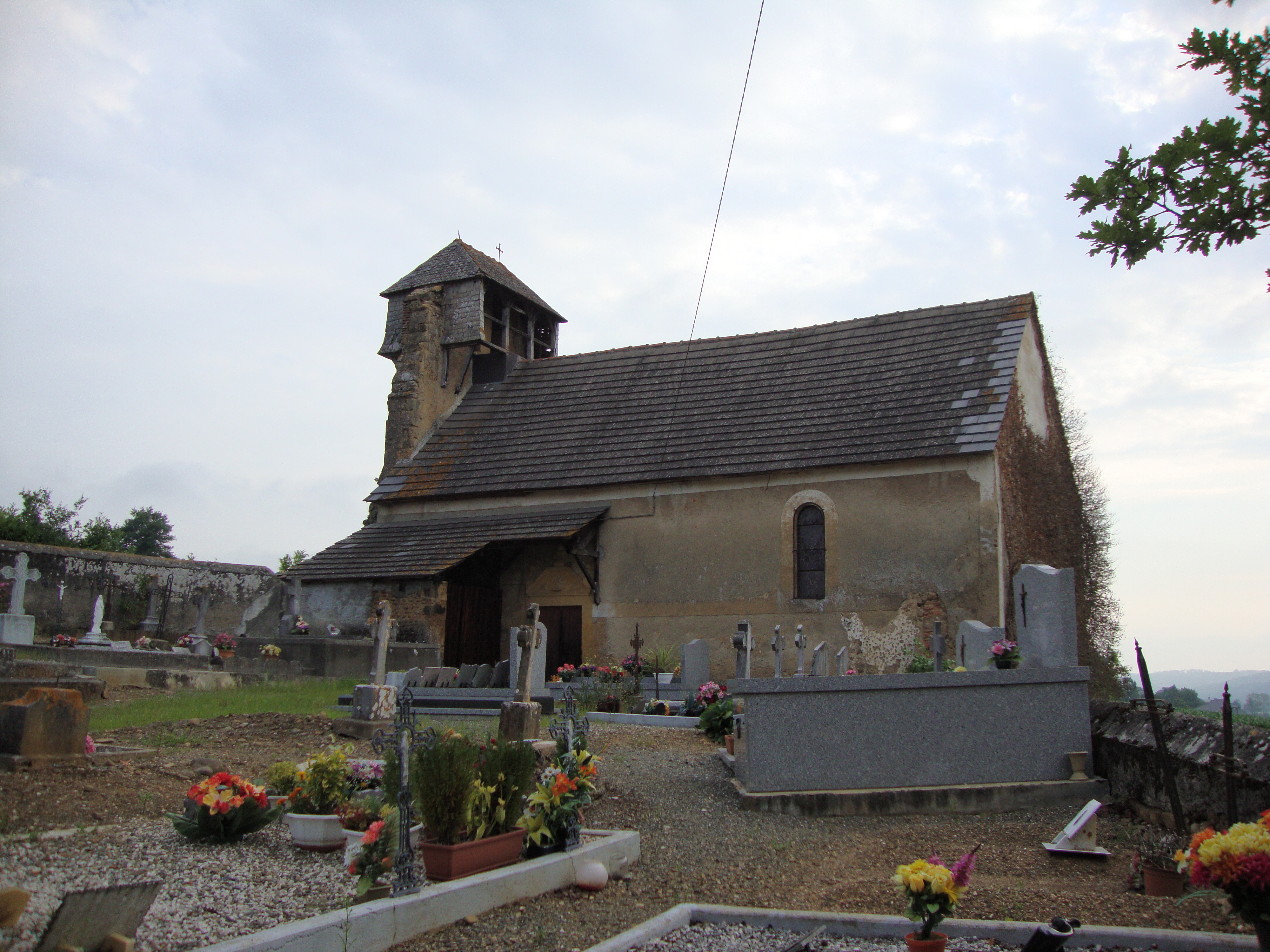
Kirche Saint-Laurent in Sérée

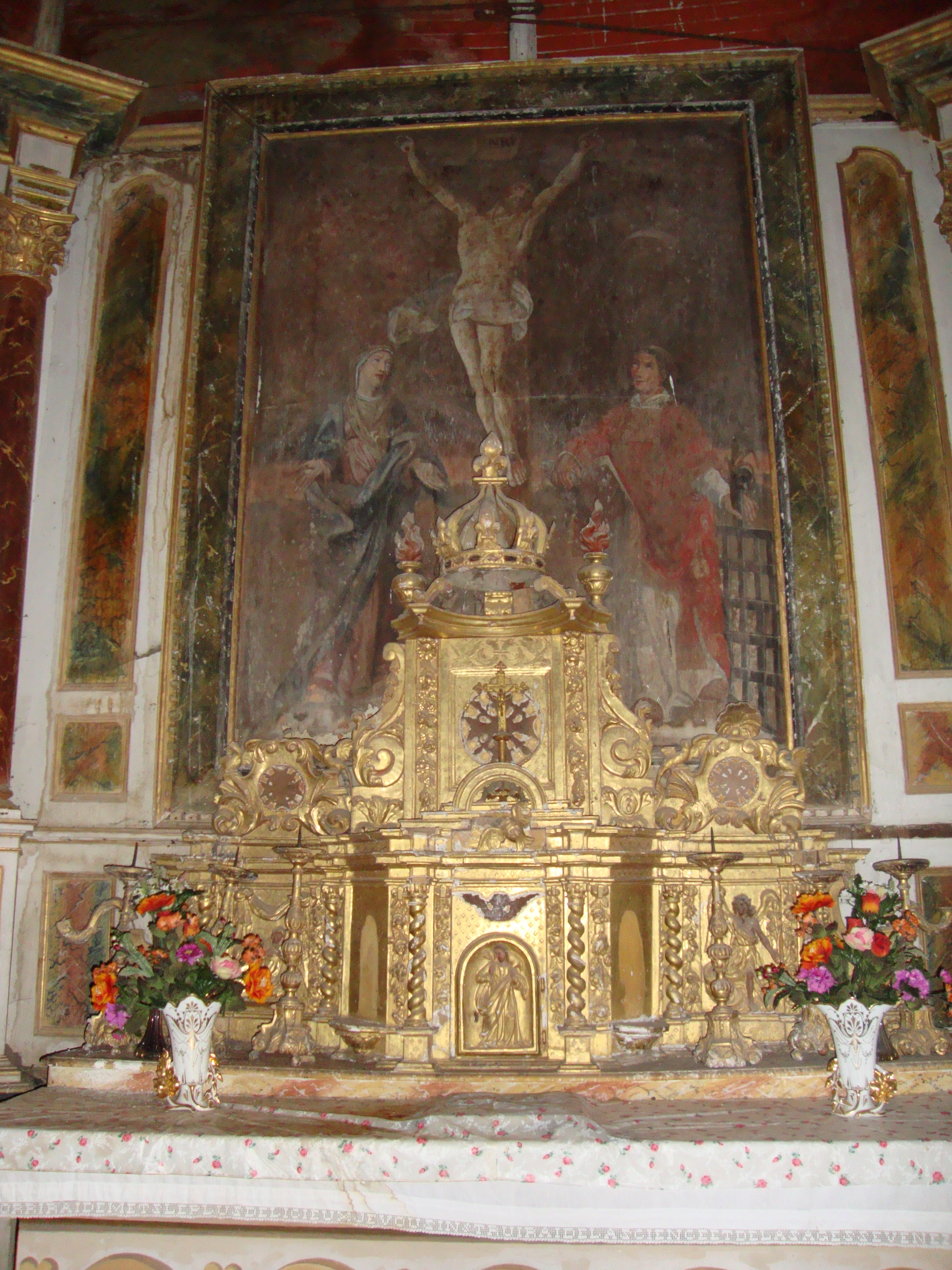
Altarretabel in der Kirche Saint-Laurent in Sérée

- Kirche in Bentayou, gewidmet Katharina von Alexandrien. Die ursprüngliche Kirche wurde im 12. Jahrhundert auf einer Motte erbaut und 1570 in den Hugenottenkriegen zerstört. Auf der Karte von Cassini von 1750 ist sie noch als Ruine eingezeichnet. Sie verlor ihre romanische Struktur, als sie im 19. Jahrhundert wieder aufgebaut wurde. Das heutige Gebäude besteht aus einem Haupt- und zwei Seitenschiffen mit neugotischen Spitzbögen. Aus dem schiefergedeckten Dach ragt der Kirchturm über dem Eingang hervor. Die Ostseite ist mit einer flachen Apsis abgeschlossen. Im Innern werden Gegenstände aus dem 17., 18. und 19. Jahrhundert bewahrt, die als nationale Kulturgüter registriert sind.[10]
- Ehemalige Kirche von Sérée, gewidmet Laurentius von Rom. Die ursprüngliche Kirche wurde 1569 bei einem Angriff protestantischer Truppen zerstört und erst gegen Ende des 17. Jahrhunderts wieder aufgebaut. Offensichtlich dauerte der Bau bis 1732, weil ein Kragbogen durch eine entsprechende Inschrift erkennbar in jenem Jahr fertiggestellt wurde. Der Frontgiebel im Stil des 17. Jahrhunderts über dem Eingang trägt ein Malteserkreuz, sichtbares Zeichen der Abhängigkeit von der Kirche des Johanniterordens. Der Kirchenbau ist einschiffig. Das schiefergedeckte Dach wird an der Westseite mit einem hervorspringenden Glockengiebel abgeschlossen. Mit dem Zusammenschluss der beiden Gemeinden wurde die Kirche als Kapelle herabgestuft. Im Innern werden Gegenstände aus dem 17., 18. und 19. Jahrhundert bewahrt, die als nationale Kulturgüter registriert sind. Ein Beispiel ist der Altaraufsatz aus dem 17. Jahrhundert, dessen Gemälde den heiligen Paulus und den Schutzheiligen der Kirche zu beiden Seiten des gekreuzigten Jesus Christus darstellt. Laurentius ist als Märtyrer mit dem Rost als Attribut zu erkennen.[5][11]
- Grabungsfunde aus gallo-römischer Zeit. In der Nähe der Kirche von Bentayou, zwischen Friedhof und angrenzenden Feldern, wurde bei einer archäologischen Grabung Fundamente einer Villa entdeckt. Sie lassen auf ein Gebäude mit den Maßen 60 m × 30 m schließen. Nahe der Kirche ist außerdem ein Fragment eines Mosaiks an das Tageslicht gekommen. Es bedeckte den Boden auf 1 m Länge und 80 cm Breite und wird nun im Bearner Museum in Pau aufbewahrt. Vertiefungen unweit der Stelle, wo sich die Villa befand, lassen auf die Existenz eines privaten Badehauses vermuten, mit denen die Wohnhäuser reicher Römer in der Regel ausgestattet waren.[12]
- Fundamente Saint Jean de Bentayou. Die mittelalterliche Befestigung erscheint als eine Weiterentwicklung einer frühgeschichtlichen Verteidigungsanlage an dieser Stelle. Die mittelalterliche Anlage hat einen rechteckigen Grundriss mit einem Erdhügel im Zentrum von vier Metern Höhe. Sie ist umrundet von einem Graben und einer Mauer aus Kieselsteinen mit einer Höhe von zehn Metern und einer Dicke von einem Meter. Reste eines Turms als Glockenturm einer Kirche Saint Jean, datiert auf das 14. Jahrhundert, lassen auf die Existenz einer Burg schließen.[13][14]

## Wirtschaft und Infrastruktur

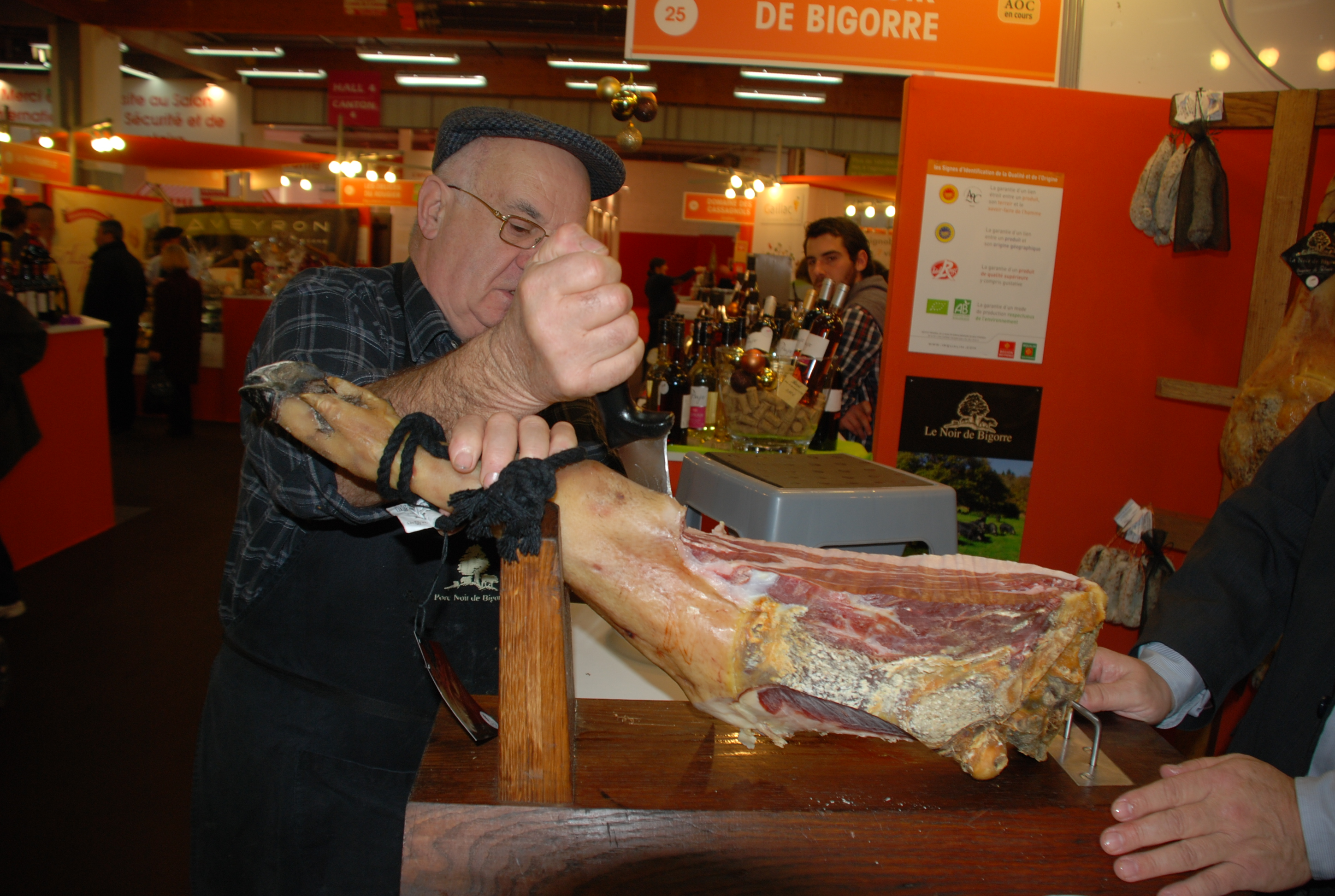
Noirs de Bigorre Schinken

Die Wirtschaft wird hauptsächlich durch die Landwirtschaft bestimmt. Bentayou-Sérée liegt in den Zonen AOC der Schweinerasse Porc noir de Bigorre und des Schinkens Jambon noir de Bigorre.

### Verkehr
Bentayou-Sérée wird durchquert von der Route départementale 47.